# San Brunello
San Brunello è un quartiere di  Reggio Calabria, tra Santa Caterina e Vito. Tutti e tre fanno parte della III Circoscrizione.

## Il toponimo
San Brunello è un nome popolare per San Bruno da Colonia, calabrese d'adozione e fondatore dell'Ordine dei Certosini, della Grande Certosa presso Grenoble e dell'Eremo di Santa Maria del Bosco presso Serra San Bruno, nell'attuale provincia di Vibo Valentia.

## Storia
Fino agli anni cinquanta la zona, attraversata dal Torrente Annunziata, era costituita prevalentemente da giardini di agrumi (fra cui bergamotti e gelsi). Un piccolo ponte lo collegava al rione Tremulini. Alla fine degli anni cinquanta la città si espanse e alle poche case sparse e le cooperative di Via Lia si aggiunse il complesso di palazzine dell'Ina Casa. L'alluvione del 1951 distrusse la passerella e nel 1953 venne approvata la costruzione di un ponte stabile, ultimato nel 1954. Le costruzioni aumentarono e il quartiere si espanse e ci fu la necessità di una chiesa più grande.